# Aszur-bel-niszeszu

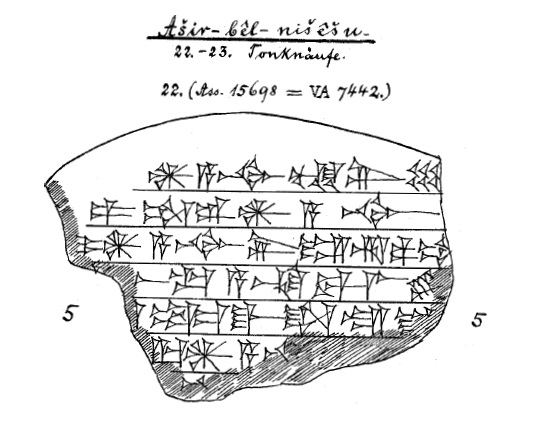
Autografia inskrypcji Aszur-bel-niszeszu z jednego z jego glinianych stożków odnalezionych w mieście Aszur. Trzy pierwsze linijki tej inskrypcji brzmią: „Aszur-bel-nisze[szu], zarządca boga Aszura, [s]yn Aszur-nirari, zarz[ądcy boga Aszur]a”.

Aszur-bel-niszeszu - król Asyrii w latach 1417-1409 p.n.e., syn i następca Aszur-nirari II; współczesny Kara-indaszowi, kasyckiemu królowi Babilonii, z którym zawrzeć miał traktat pokojowy. Wiadomo, że prowadził prace budowlane przy murach obronnych miasta Aszur.

## Imię
Akadyjskie imię tego władcy, brzmiące Aššur-bēl-nišēšu, znaczy „Aszur jest panem swego ludu”. W transliteracji z pisma klinowego zapisywane jest ono w formie da-šùr-EN-ni-še-šu (w jego własnej inskrypcji i inskrypcjach jego syna Eriba-Adada I) bądź maš-šur-EN-UN.MEŠ-šú (w Asyryjskiej liście królów i Kronice synchronistycznej).

## Tytulatura
W swej własnej inskrypcji z miasta Aszur władca ten nosi tytuł „zarządcy/namiestnika (boga) Aszura” (ÉNSI da-šùr).

## Pochodzenie i rodzina
Asyryjska lista królów jako poprzedników Aszur-bel-niszeszu na tronie Asyrii wymienia jego ojca Aszur-nirari II i dziada Enlil-nasira II. Sam Aszur-bel-niszeszu w swych własnych inskrypcjach nazywa siebie „synem Aszur-nirari” (DUMU da-šùr-né-ra-ri). Zgodnie z Asyryjską listą królów następcą Aszur-bel-niszeszu miał być jego syn Aszur-rem-niszeszu, ale ten w swej własnej zachowanej inskrypcji też nazywa siebie „synem Aszur-nirari” (DUMU da-šùr-né-ra-ri), co wskazuje, że musiał być bratem, a nie synem Aszur-bel-niszeszu. Synem Aszur-bel-niszeszu był Eriba-Adad I, jeden z późniejszych władców asyryjskich, który we własnych inskrypcjach nazywa siebie „synem Aszur-bel-niszeszu”. Kopie B i C Asyryjskiej listy królów również nazywają Eriba-Adada I „synem Aszur-bel-niszeszu”, podczas gdy kopia A nazywa go błędnie „synem Aszur-rem-niszeszu”.

## Panowanie
Według Asyryjskiej listy królów Aszur-bel-niszeszu panować miał przez 9 lat, a uczeni datują te rządy na lata 1417-1409 p.n.e.. Kronika synchronistyczna czyni go współczesnym Kara-indasza, kasyckiego króla Babilonii, z którym zawrzeć miał traktat pokojowy:

Król Kara-indasz z Karduniasz i król Aszur-bel-niszeszu z Asyrii osiągnęli obopólne porozumienie i razem złożyli przysięgę (dotyczącą) w szczególności sprawy tej granicy

W Aszur odkryto liczne stożki gliniane z inskrypcją budowlaną Aszur-bel-niszeszu dotyczącą jego prac budowlanych przy murach obronnych tego miasta (rejon tzw. „Nowego Miasta”). 